# Pallanuoto ai campionati mondiali di nuoto 2022 - Torneo femminile
La XIV edizione del campionato mondiale di pallanuoto femminile si è svolta all'interno del programma dei campionati mondiali di nuoto 2022, dal 20 giugno al 2 luglio.
Hanno partecipato alla rassegna sedici squadre, in rappresentanza di tutte e cinque le confederazioni continentali aderenti alla FINA.

## Squadre partecipanti
| Torneo di qualificazione                            | Date                          | Luogo     | Posti | Qualificate   |
| --------------------------------------------------- | ----------------------------- | --------- | ----- | ------------- |
| Paese ospitante                                     | –                             | –         | 1     | Ungheria      |
| FINA World League 2020                              | 14 - 19 giugno 2020           | Grecia    | 1     | Stati Uniti   |
| FINA World League 2020                              | 14 - 19 giugno 2020           | Grecia    | 1     | Russia        |
| Giochi Olimpici 2020                                | 24 luglio - 7 agosto 2021     | Giappone  | 4     | Spagna        |
| Giochi Olimpici 2020                                | 24 luglio - 7 agosto 2021     | Giappone  | 4     | Australia     |
| Giochi Olimpici 2020                                | 24 luglio - 7 agosto 2021     | Giappone  | 4     | Paesi Bassi   |
| Giochi Olimpici 2020                                | 24 luglio - 7 agosto 2021     | Giappone  | 4     | Canada        |
| Campionato europeo 2020                             | 12 - 25 gennaio 2020          | Ungheria  | 3     | Italia        |
| Campionato europeo 2020                             | 12 - 25 gennaio 2020          | Ungheria  | 3     | Grecia        |
| Campionato europeo 2020                             | 12 - 25 gennaio 2020          | Ungheria  | 3     | Francia       |
| Intercontinental Cup 2022 (Qualificazioni Americhe) | 7 - 13 marzo 2022             | Perù      | 2     | Brasile       |
| Intercontinental Cup 2022 (Qualificazioni Americhe) | 7 - 13 marzo 2022             | Perù      | 2     | Argentina     |
| Giochi asiatici 2018                                | 25 agosto - 1º settembre 2018 | Indonesia | 1     | Cina          |
| Giochi asiatici 2018                                | 25 agosto - 1º settembre 2018 | Indonesia | 1     | Giappone      |
| Giochi asiatici 2018                                | 25 agosto - 1º settembre 2018 | Indonesia | 1     | Kazakistan    |
| Selezione continentale Africa                       | –                             | –         | 1     | Sudafrica     |
| Selezione continentale Oceania                      | –                             | –         | 1     | Nuova Zelanda |
| Wild card                                           | –                             | –         | 2     | Colombia      |
| Wild card                                           | –                             | –         | 2     | Thailandia    |
| Totale                                              |                               |           | 16    |               |

## Turno preliminare

### Gruppo A
| Pos. | Squadra  | Pt | G | V | N | P | GF | GS | DR  |
| ---- | -------- | -- | - | - | - | - | -- | -- | --- |
| 1.   | Italia   | 5  | 3 | 2 | 1 | 0 | 48 | 21 | +27 |
| 2.   | Ungheria | 4  | 3 | 2 | 0 | 1 | 55 | 21 | +34 |
| 3.   | Canada   | 3  | 3 | 1 | 1 | 1 | 36 | 20 | +16 |
| 4.   | Colombia | 0  | 3 | 0 | 0 | 3 | 11 | 88 | -77 |

| Data      | Ora   | Gara     | Gara | Gara     |
| --------- | ----- | -------- | ---- | -------- |
| 20 giugno | 19:30 | Canada   | 7-7  | Italia   |
| 21 giugno | 21:00 | Ungheria | 35-4 | Colombia |
| 22 giugno | 19:30 | Colombia | 2-22 | Canada   |
| 22 giugno | 21:00 | Italia   | 10-9 | Ungheria |
| 24 giugno | 19:30 | Italia   | 31-5 | Colombia |
| 24 giugno | 21:00 | Ungheria | 11-7 | Canada   |

### Gruppo B
| Pos. | Squadra     | Pt | G | V | N | P | GF | GS | DR  |
| ---- | ----------- | -- | - | - | - | - | -- | -- | --- |
| 1.   | Stati Uniti | 6  | 3 | 3 | 0 | 0 | 58 | 12 | +46 |
| 2.   | Paesi Bassi | 4  | 3 | 2 | 0 | 1 | 58 | 18 | +40 |
| 3.   | Argentina   | 2  | 3 | 1 | 0 | 2 | 16 | 58 | -42 |
| 4.   | Sudafrica   | 0  | 3 | 0 | 0 | 3 | 9  | 53 | -44 |

| Data      | Ora   | Gara        | Gara | Gara        |
| --------- | ----- | ----------- | ---- | ----------- |
| 20 giugno | 18:00 | Sudafrica   | 2-24 | Stati Uniti |
| 20 giugno | 19:30 | Paesi Bassi | 29-6 | Argentina   |
| 22 giugno | 18:00 | Argentina   | 7-6  | Sudafrica   |
| 22 giugno | 19:30 | Stati Uniti | 11-7 | Paesi Bassi |
| 24 giugno | 18:00 | Stati Uniti | 23-3 | Argentina   |
| 24 giugno | 19:30 | Paesi Bassi | 22-1 | Sudafrica   |

### Gruppo C
| Pos. | Squadra       | Pt | G | V | N | P | GF | GS | DR  |
| ---- | ------------- | -- | - | - | - | - | -- | -- | --- |
| 1.   | Australia     | 6  | 3 | 3 | 0 | 0 | 47 | 13 | +34 |
| 2.   | Nuova Zelanda | 4  | 3 | 2 | 0 | 1 | 29 | 30 | -1  |
| 3.   | Kazakistan    | 2  | 3 | 1 | 0 | 2 | 27 | 40 | -13 |
| 4.   | Brasile       | 0  | 3 | 0 | 0 | 3 | 19 | 39 | -20 |

| Data      | Ora   | Gara          | Gara  | Gara          |
| --------- | ----- | ------------- | ----- | ------------- |
| 20 giugno | 18:00 | Nuova Zelanda | 12-8  | Brasile       |
| 20 giugno | 19:30 | Kazakistan    | 6-19  | Australia     |
| 22 giugno | 18:00 | Australia     | 11-2  | Nuova Zelanda |
| 22 giugno | 19:30 | Brasile       | 6-10  | Kazakistan    |
| 24 giugno | 18:00 | Brasile       | 5-17  | Australia     |
| 24 giugno | 19:30 | Kazakistan    | 11-15 | Nuova Zelanda |

### Gruppo D
| Pos. | Squadra    | Pt | G | V | N | P | GF | GS | DR  |
| ---- | ---------- | -- | - | - | - | - | -- | -- | --- |
| 1.   | Grecia     | 5  | 3 | 2 | 1 | 0 | 53 | 15 | +38 |
| 2.   | Spagna     | 5  | 3 | 2 | 1 | 0 | 58 | 20 | +38 |
| 3.   | Francia    | 2  | 3 | 1 | 0 | 2 | 36 | 41 | -5  |
| 4.   | Thailandia | 0  | 3 | 0 | 0 | 3 | 11 | 82 | -71 |

| Data      | Ora   | Gara       | Gara  | Gara       |
| --------- | ----- | ---------- | ----- | ---------- |
| 20 giugno | 18:00 | Grecia     | 28-1  | Thailandia |
| 20 giugno | 19:30 | Francia    | 8-18  | Spagna     |
| 22 giugno | 18:00 | Spagna     | 10-10 | Grecia     |
| 22 giugno | 19:30 | Thailandia | 8-24  | Francia    |
| 24 giugno | 18:00 | Thailandia | 2-30  | Spagna     |
| 24 giugno | 19:30 | Francia    | 4-15  | Grecia     |

## Fase finale

### Tabellone
| Play-off | Play-off      | Play-off |  |  | Quarti di finale | Quarti di finale | Quarti di finale |  |  | Semifinali | Semifinali  | Semifinali |  |             | Finale      | Finale      | Finale |
|          |               |          |  |  |                  |                  |                  |  |  |            |             |            |  |             |             |             |        |
|          |               |          |  |  |                  |                  |                  |  |  |            |             |            |  |             |             |             |        |
|          |               |          |  |  | 1A               | Italia           | 17               |  |  |            |             |            |  |             |             |             |        |
| 2C       | Nuova Zelanda | 9 (4)    |  |  |                  | Francia          | 7                |  |  |            |             |            |  |             |             |             |        |
| 3D       | Francia (dtr) | 9 (5)    |  |  |                  |                  |                  |  |  |            | Italia      | 6          |  |             |             |             |        |
|          |               |          |  |  |                  |                  |                  |  |  |            | Stati Uniti | 14         |  |             |             |             |        |
|          |               |          |  |  | 1B               | Stati Uniti      | 13               |  |  |            |             |            |  |             |             |             |        |
| 3C       | Kazakistan    | 1        |  |  |                  | Spagna           | 8                |  |  |            |             |            |  |             |             |             |        |
| 2D       | Spagna        | 14       |  |  |                  |                  |                  |  |  |            |             |            |  |             |             | Stati Uniti | 9      |
|          |               |          |  |  |                  |                  |                  |  |  |            |             |            |  |             |             | Ungheria    | 7      |
|          |               |          |  |  | 1C               | Australia        | 6                |  |  |            |             |            |  |             |             |             |        |
| 2A       | Ungheria      | 23       |  |  |                  | Ungheria         | 7                |  |  |            |             |            |  |             |             |             |        |
| 3B       | Argentina     | 6        |  |  |                  |                  |                  |  |  |            | Ungheria    | 13         |  |             |             |             |        |
|          |               |          |  |  |                  |                  |                  |  |  |            | Paesi Bassi | 12         |  |             |             |             |        |
|          |               |          |  |  | 1D               | Grecia           | 7                |  |  |            |             |            |  | Terzo posto | Terzo posto | Terzo posto |        |
| 3A       | Canada        | 7        |  |  |                  | Paesi Bassi      | 12               |  |  |            |             |            |  |             |             | Italia      | 5      |
| 2B       | Paesi Bassi   | 10       |  |  |                  |                  |                  |  |  |            |             |            |  |             |             | Paesi Bassi | 7      |

#### Play off
| Arbitri: | Raffaele Colombo David Gómez |

|                |           |                |
| 7 giocatrici 1 | Marcatori | 2 3 giocatrici |

| Arbitri: | Georgios Stavridis Adil Aimbetov |

|            |           |            |
| McDowall 5 | Marcatori | 3 Dhalluin |

| Arbitri: | Helene Painchaud Harvey Hinds |

|          |           |         |
| Turova 1 | Marcatori | 4 Ortiz |

| Arbitri: | Dion Willis Maro Savinović |

|             |           |           |
| Gurisatti 5 | Marcatori | 3 Leonard |

#### Quarti di finale
| Arbitri: | Helene Painchaud Maro Savinović |

|            |           |           |
| Giustini 6 | Marcatori | 4 Guillet |

| Arbitri: | Georgios Stavridis Frank Ohme |

|               |           |                       |
| Haralabidis 6 | Marcatori | 2 Forca, García Godoy |

| Budapest 28 giugno 2022, ore 19:30 | Grecia                    | 6 – 7 referto | Paesi Bassi | Stadio del nuoto Alfréd Hajós\| Arbitri: \| David Gómez Boris Margeta \| |
| Arbitri:                           | David Gómez Boris Margeta |               |             |                                                                          |

| Budapest 28 giugno 2022, ore 21:00 | Australia                           | 7 – 12 referto | Ungheria | Stadio del nuoto Alfréd Hajós\| Arbitri: \| Michael Goldenberg Raffaele Colombo \| |
| Arbitri:                           | Michael Goldenberg Raffaele Colombo |                |          |                                                                                    |

#### Semifinali
| Arbitri: | Georgios Stavridis David Gómez |

|                    |           |                |
| Avegno, Bianconi 2 | Marcatori | 2 5 giocatrici |

| Arbitri: | Maro Savinović Frank Ohme |

|            |           |                 |
| Leimeter 4 | Marcatori | 5 Van de Kraats |

#### Finale 3º/4º posto
| Arbitri: | Maro Savinović Georgios Stavridis |

|                      |           |                |
| Giustini, Marletta 2 | Marcatori | 1 7 giocatrici |

#### Finale
| Arbitri: | Boris Margeta Frank Ohme |

|             |           |             |
| Musselman 5 | Marcatori | 3 Gurisatti |

### Tabellone 5º- 8º posto
|  | 5º- 8º posto | 5º- 8º posto | 5º- 8º posto |           |        | 5º posto | 5º posto | 5º posto |  |
|  |              |              |              |           |        |          |          |          |  |
|  | Francia      | Francia      | 5            |           |        |          |          |          |  |
|  | Francia      | Francia      | 5            |           |        |          |          |          |  |
|  | Spagna       | Spagna       | 18           |           |        |          |          |          |  |
|  | Spagna       | Spagna       | 18           |           | Spagna | Spagna   | 8        |          |  |
|  |              |              |              |           | Spagna | Spagna   | 8        |          |  |
|  |              |              | Australia    | Australia | 5      |          |          |          |  |
|  | Australia    | Australia    | Australia    | Australia | 5      | 12 (4)   |          |          |  |
|  | Australia    | Australia    |              |           |        | 12 (4)   |          |          |  |
|  | Grecia       | Grecia       | 12 (2)       |           |        | 8º posto | 8º posto | 8º posto |  |
|  | Grecia       | Grecia       | 12 (2)       |           |        |          |          |          |  |
|  |              |              |              |           |        |          |          |          |  |
|  |              |              |              |           |        | Francia  | Francia  | 7        |  |
|  |              |              |              |           |        | Francia  | Francia  | 7        |  |
|  |              |              |              |           |        | Grecia   | Grecia   | 16       |  |

### Tabellone 9º- 12º posto
|  | 9º- 12º posto | 9º- 12º posto | 9º- 12º posto |        |               | 9º posto      | 9º posto   | 9º posto  |  |
|  |               |               |               |        |               |               |            |           |  |
|  | Argentina     | Argentina     | 7             |        |               |               |            |           |  |
|  | Argentina     | Argentina     | 7             |        |               |               |            |           |  |
|  | Nuova Zelanda | Nuova Zelanda | 13            |        |               |               |            |           |  |
|  | Nuova Zelanda | Nuova Zelanda | 13            |        | Nuova Zelanda | Nuova Zelanda | 11         |           |  |
|  |               |               |               |        | Nuova Zelanda | Nuova Zelanda | 11         |           |  |
|  |               |               | Canada        | Canada | 20            |               |            |           |  |
|  | Kazakistan    | Kazakistan    | Canada        | Canada | 20            | 11            |            |           |  |
|  | Kazakistan    | Kazakistan    |               |        |               | 11            |            |           |  |
|  | Canada        | Canada        | 19            |        |               | 11º posto     | 11º posto  | 11º posto |  |
|  | Canada        | Canada        | 19            |        |               |               |            |           |  |
|  |               |               |               |        |               |               |            |           |  |
|  |               |               |               |        |               | Argentina     | Argentina  | 6         |  |
|  |               |               |               |        |               | Argentina     | Argentina  | 6         |  |
|  |               |               |               |        |               | Kazakistan    | Kazakistan | 12        |  |

### Tabellone 13º- 16º posto
|  | 13º- 16º posto | 13º- 16º posto | 13º- 16º posto |         |           | 13º posto  | 13º posto  | 13º posto |  |
|  |                |                |                |         |           |            |            |           |  |
|  | Colombia       | Colombia       | 11             |         |           |            |            |           |  |
|  | Colombia       | Colombia       | 11             |         |           |            |            |           |  |
|  | Sudafrica      | Sudafrica      | 14             |         |           |            |            |           |  |
|  | Sudafrica      | Sudafrica      | 14             |         | Sudafrica | Sudafrica  | 8          |           |  |
|  |                |                |                |         | Sudafrica | Sudafrica  | 8          |           |  |
|  |                |                | Brasile        | Brasile | 7         |            |            |           |  |
|  | Brasile        | Brasile        | Brasile        | Brasile | 7         | 12         |            |           |  |
|  | Brasile        | Brasile        |                |         |           | 12         |            |           |  |
|  | Thailandia     | Thailandia     | 9              |         |           | 15º posto  | 15º posto  | 15º posto |  |
|  | Thailandia     | Thailandia     | 9              |         |           |            |            |           |  |
|  |                |                |                |         |           |            |            |           |  |
|  |                |                |                |         |           | Colombia   | Colombia   | 6         |  |
|  |                |                |                |         |           | Colombia   | Colombia   | 6         |  |
|  |                |                |                |         |           | Thailandia | Thailandia | 10        |  |

## Classifica finale
| Pos.    | Squadra       |
| ------- | ------------- |
| Oro     | Stati Uniti   |
| Argento | Ungheria      |
| Bronzo  | Paesi Bassi   |
| 4       | Italia        |
| 5       | Spagna        |
| 6       | Australia     |
| 7       | Grecia        |
| 8       | Francia       |
| 9       | Canada        |
| 10      | Nuova Zelanda |
| 11      | Kazakistan    |
| 12      | Argentina     |
| 13      | Sudafrica     |
| 14      | Brasile       |
| 15      | Thailandia    |
| 16      | Colombia      |